# Biljana Marković
Biljana Marković (in serbo Биљана Марковић?; Sremska Mitrovica, 19 luglio 1960) è un'ex cestista jugoslava.

## Carriera
Con la Jugoslavia ha disputato i Campionati europei del 1981.